# Sattelkopf
Le Sattelkopf est une montagne culminant à 2 097 m d'altitude dans les Alpes d'Allgäu.

## Géographie
Il se situe à l'ouest du Notländsattel. Le Sattelkop est séparé du Rosskopf au nord par un large col. Au sud se trouve le Lärchwand relié par une arête.

## Ascension
Aucun sentier balisé ne mène au sommet du Sattelkopf. Le sommet peut être atteint à l'est du Jubiläumsweg avec des connaissances en alpinisme.